# شاريزم

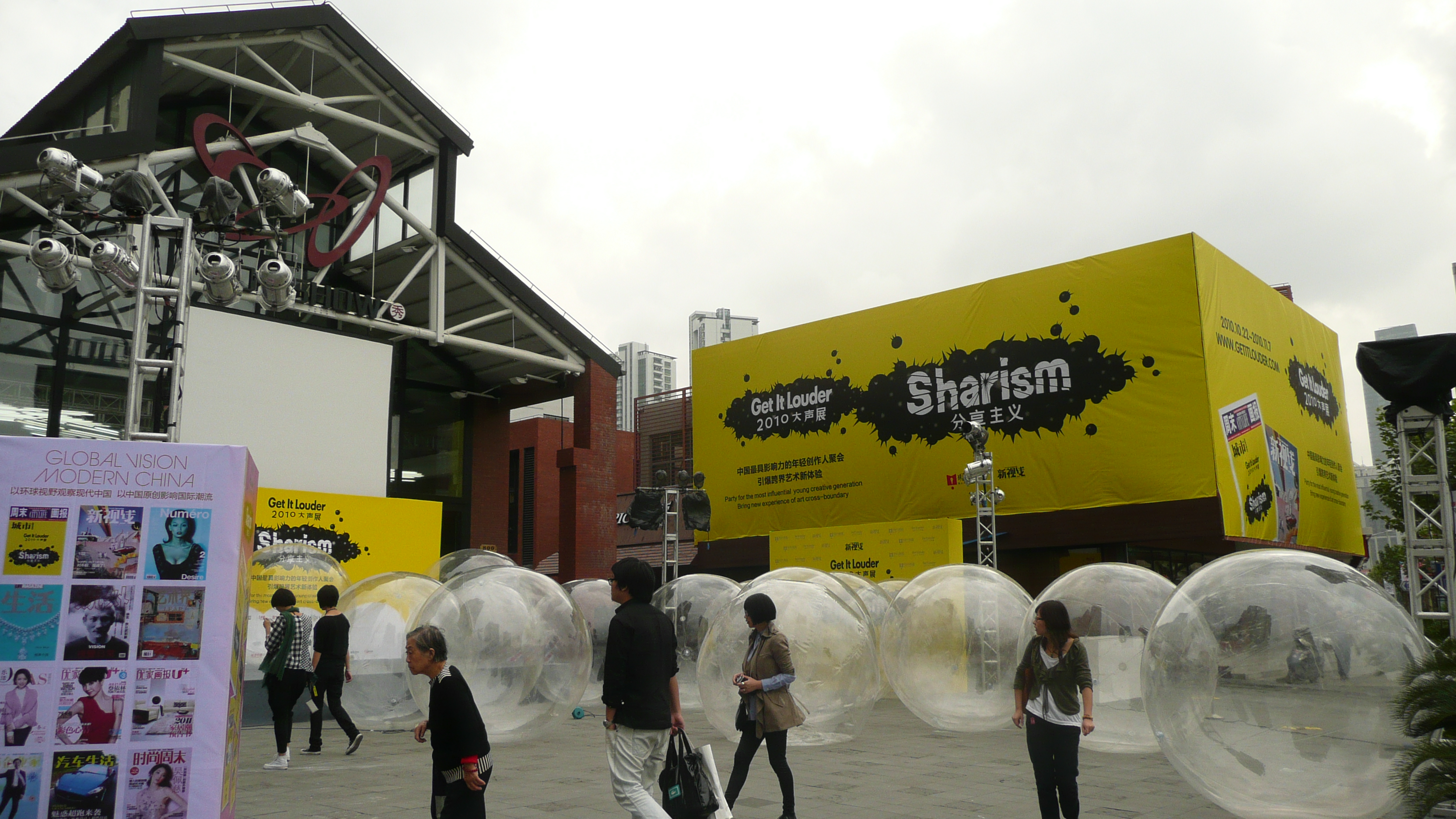
معرض Get It Louder Sharism في شنغهاي

شاريزم (بالإنجليزية: Sharism)‏ هي مصطلح للدافع والفلسفة وراء البناء التعاوني للقيمة التي تنتج عن تبادل المحتوى والأفكار. مستوحاة من المحتوى الذي أنشأه المستخدم، وتقول الشريعة أن فعل تقاسم شيء داخل المجتمع تنتج قيمة مناسبة لكل من المشاركين فيها: «كلما كنت تشارك، وكلما تتلقى». وبما أن المعرفة تنتج عن طريق التعهيد الجماعي، فإن هذا النوع الجديد من الملكية المشتركة يؤدي إلى إنتاج السلع والخدمات حيث يتم توزيع القيمة من خلال مساهمات جميع المعنيين.